# Biz Stone
Cristopher Isaac "Biz" Stone, född 10 mars 1974, är mest känd som medgrundare till Twitter. Stone tog studenten från Wellesley High School i Wellesley, Massachusetts och gick sedan på både Northeastern University och University of Massachusetts Boston, dock utan att ta examen.